# مواقع تاريخية وطنية بكندا

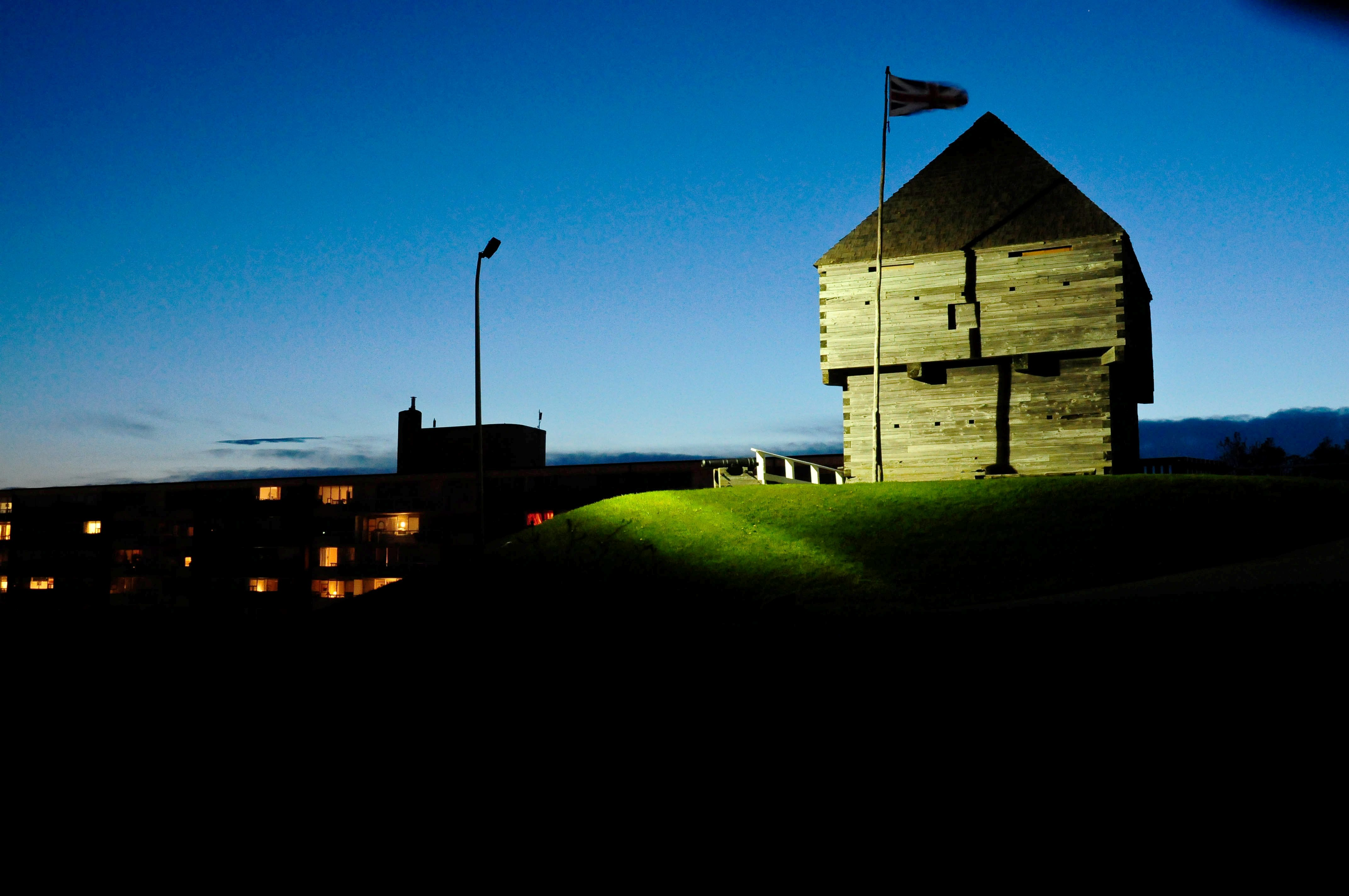
حصن هاو في سانت جون، نيو برونزويك؛ يعتبر تعيينه كموقع وطني في عام 1914 بداية ظهور نظام المواقع الوطنية التاريخية

المواقع التاريخية والوطنية بكندا ((بالفرنسية: Lieux historiques nationaux du Canada)‏ هي المواقع التي تم تعيينها من جانب وزارة البيئة في كندا كمواقع ذات أهمية تاريخية وطنية، وذلك بناءً على توصية من هيئة المواقع التاريخية والآثار الكندية (HSMBC). وتدير وكالة باركس كندا (Parks Canada)، التي تعد إحدى الوكالات الفيدرالية الكندية، برنامج المواقع التاريخية الوطنية. وفي أبريل عام 2012، تم اختيار 965 موقعًا تاريخيًا وطنيًا بكندا، تدير 167 منها وكالة باركس كندا، والباقي تديره و/أو تملكه مستويات أخرى من الكيانات الحكومية أو الخاصة.و تقع هذه المواقع في عشر مقاطعات وثلاثة أقاليم، علاوة على وجود موقعين في فرنسا وهما ( نصب نيوفاوندلاند التذكاري في هامل بومون ونصب فيمي التذكاري الكندي الوطني).
ولدى كندا برامج ذات صلة لتحديد الأشخاص ذوي الأهمية الوطنية التاريخية والأحداث ذات الأهمية الوطنية التاريخية.

## معلومات تاريخية

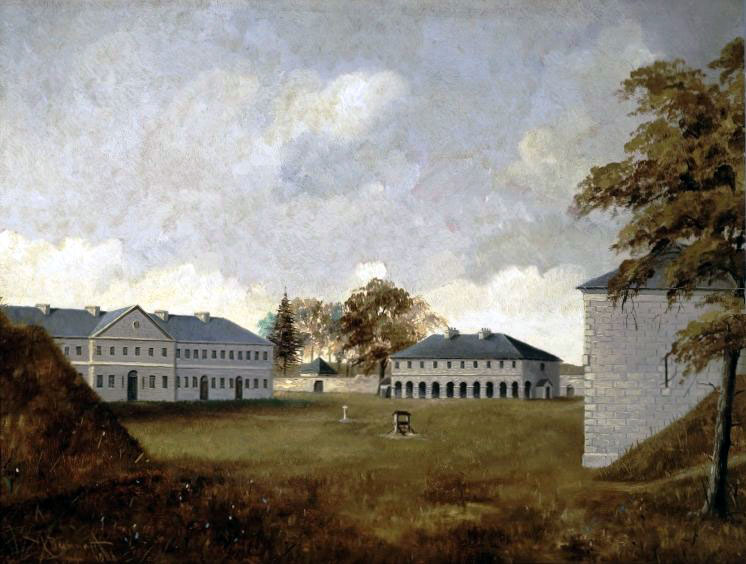
Fort Lennox 1886

### مراحل التطور الأولى
أدى ظهور المشاعر القومية الكندية في فترة متأخرة من القرن التاسع عشر و أوائل القرن العشرين إلى ظهور رغبة متنامية في الحفاظ على المواقع التاريخية الكندية. وقد سبق هذا وجود وقائع محفَّزة للقيام بهذا في دول أخرى. ومن خلال دعم مشاهير من أمثال فيكتور هوجو و أوجين فيولي لو دوق، تم إنشاء مفوضية الآثار التاريخية في فرنسا في عام 1837. وقد قامت بنشر القائمة الأولى للمواقع المحددة الخاصة بها، والتي تضمنت 934 عنصرًا في عام 1840. وفي المملكة المتحدة، تم إنشاء الصندق الوطني للأماكن ذات الأهمية التاريخية أو الجمال الطبيعي في عام 1894 لحماية التراث التاريخي والطبيعي للدولة. وفي الوقت الذي لم تكن قد تأسست فيه إدارة المتنزهات الوطنية (National Park Service) في الولايات المتحدة حتى عام 1916، اعتبرت وزارة شؤون الحرب ساحات المعارك التي شهدت الحرب الأهلية متنزهات وقامت بإدارتها، وهي: تشيكاماوجا وتشاتانوغا (تأسس في 1890) و أنتيتام (1890) و شيلو (1894) و جيتزبيرج (1895) و فايكسبيرج (1899) و تشالميت (1907).

## وصلات خارجية
- National Historic Sites of Canada - Parks Canada
- Historic places - Administered by Parks Canada

‌